# 四维动量
狭义相对论和广义相对论中，四维动量是经典的三维动量在四维时空中的相对论化形式。动量是三维空间中的矢量，而类似地四维动量是时空中的四维矢量。引入四维动量的原因是它在洛伦兹变换下是協變性的。对于一个具有三维动量{\displaystyle {\vec {p}}=(p_{x},p_{y},p_{z})}和能量{\displaystyle E}的粒子，其逆變四维动量表示为
{\displaystyle \mathbf {P} \equiv P^{\alpha }={\begin{pmatrix}P^{0}\\P^{1}\\P^{2}\\P^{3}\end{pmatrix}}={\begin{pmatrix}{\frac {E}{c}}\\p_{x}\\p_{y}\\p_{z}\end{pmatrix}}}
利用四元数可以通过全新的角度来理解和诠释物理运动，并采用以下四维表达式对动量进行定义（详见链接文档第6页）关于四元数的几何意义和物理应用 （页面存档备份，存于）

## 闵可夫斯基模：
对一个粒子的四维动量在闵可夫斯基时空下计算它的模的平方，能够得到一个洛伦兹不变量，这个量等于这个粒子的固有质量（内秉质量）的平方（乘以系数光速的平方）：
{\displaystyle -|p|^{2}=-\eta ^{\mu \nu }p_{\mu }p_{\nu }={E^{2} \over c^{2}}-|{\vec {p}}|^{2}=m^{2}c^{2}}
这里我们使用的是传统的国际单位制下的闵可夫斯基度规：
{\displaystyle \eta ^{\alpha \beta }={\begin{pmatrix}-1/c^{2}&0&0&0\\0&1&0&0\\0&0&1&0\\0&0&0&1\end{pmatrix}}}
由于{\displaystyle |p|^{2}\!}是一个洛伦兹不变量，它的值不随洛伦兹变换（例如不同参考系间的旋转和递升）发生变化。

## 与四维速度的关系
对于一个有非零静止质量的粒子，四维动量等于粒子的内秉质量乘以粒子的四维速度：
{\displaystyle p_{\mu }=m\,\eta _{\mu \nu }U^{\nu }\!}
四维速度的定义是
{\displaystyle {\begin{pmatrix}U^{0}\\U^{1}\\U^{2}\\U^{3}\end{pmatrix}}={\begin{pmatrix}\gamma c\\\gamma v_{x}\\\gamma v_{y}\\\gamma v_{z}\end{pmatrix}}}
其中{\displaystyle \gamma ={\frac {1}{\sqrt {1-({\frac {v}{c}})^{2}}}}}是洛伦兹因子，{\displaystyle c\,}是真空中的光速。

## 四维动量的守恒律
四维动量的守恒律能够给出两个“经典的”守恒律：
1. 总能量{\displaystyle E=-p_{0}\,}是守恒的。
2. 经典的三维动量{\displaystyle {\vec {p}}}是守恒的。

需要注意的是，一个多粒子系统的不变质量可能会大于这个系统中每个粒子的静止质量的总和，这是因为在系统的质心系中的动能以及粒子间相互作用力产生的势能都对系统的不变质量有贡献。举例来说，两个粒子分别具有四维动量{\displaystyle \left(-5\mathrm {GeV} ,4\mathrm {GeV} /c,0,0\right)}和{\displaystyle \left(-5\mathrm {GeV} ,-4\mathrm {GeV} /c,0,0\right)}，则可知它们都分别具有静止质量{\displaystyle 3\mathrm {GeV} /c^{2}\,}，但系统的静止质量是{\displaystyle 10\mathrm {GeV} /c^{2}\,}。也就是说，如果这两个粒子碰撞后合成在一起，得到的粒子具有的静止质量为{\displaystyle 10\mathrm {GeV} /c^{2}\,}。
粒子物理学中应用系统不变质量的守恒律的实例之一是，一个原本在实验室参考系中具有四维动量{\displaystyle q\,}的较重粒子发生衰变后成为两个分别具有四维动量{\displaystyle p^{A}\,}和{\displaystyle p^{B}\,}的粒子，通过对这两个动量进行测量能够得到原先粒子的静止质量。根据四维动量的守恒律有
{\displaystyle q_{\mu }=p_{\mu }^{A}+p_{\mu }^{B}\,}
而较重粒子的质量又满足
{\displaystyle -|q|^{2}=M^{2}c^{2}\,}
通过对产生的两个粒子的能量和三维动量进行测量就能得到这个二粒子系统的不变质量，这个不变质量必然等于原先粒子的不变质量。这个原理的实验应用如在高能粒子对撞机中寻找Z玻色子，理论上认为玻色子会在电子-反电子对或μ子-反μ子对的不变质量能谱上表现为一个峰值。
如果一个物体的质量不发生变化，在闵可夫斯基时空中它的四维动量和四维加速度彼此正交（即内积为零）。这是由于加速度和动量对时间的导数成正比，从而有
{\displaystyle p_{\mu }A^{\mu }=p_{\mu }{\frac {d}{dt}}{\frac {\eta ^{\mu \nu }p_{\nu }}{m}}={\frac {1}{2m}}{\frac {d}{dt}}|p|^{2}={\frac {1}{2m}}{\frac {d}{dt}}(-m^{2}c^{2})=0.}

## 存在电磁场时的正则动量
在相对论量子力学中，常常需要定义一个“正则”的四维动量{\displaystyle P_{\mu }\,}，它被定义为四维动量和电荷与四维势乘积的和：
{\displaystyle P_{\mu }=p_{\mu }+qA_{\mu }\!}
电磁场的四维势是电场标势与磁场矢势的组合：
{\displaystyle {\begin{pmatrix}A_{0}\\A_{1}\\A_{2}\\A_{3}\end{pmatrix}}={\begin{pmatrix}-\phi \\A_{x}\\A_{y}\\A_{z}\end{pmatrix}}}
这样做的目的是使一个电磁场中的带电粒子所具有的势能和受到的洛伦兹力能够简明地耦合入薛定谔方程。